# أنطونيو بوكيتي
أنطونيو بوكيتي (بالإيطالية: Antonio Bocchetti)‏ هو لاعب كرة قدم إيطالي في مركز الدفاع، ولد في 28 يناير 1990 في نابولي في إيطاليا. شارك مع منتخب إيطاليا تحت 16 سنة لكرة القدم. أما مع النوادي، فقد لعب مع نادي بادوفا ونادي ليتشي ويوفي ستابيا.